# 伏爾加區

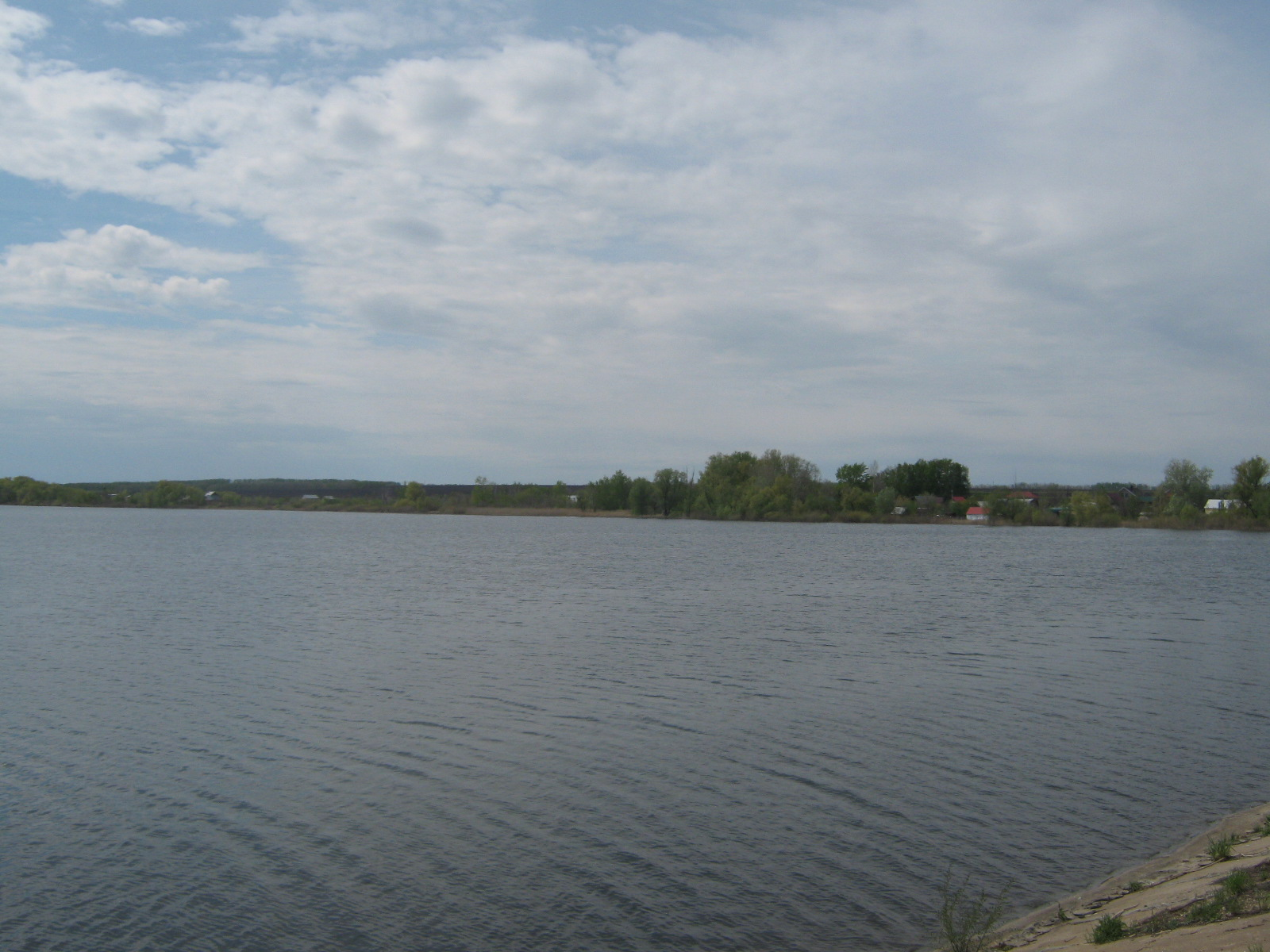

53°14′N 50°10′E / 53.233°N 50.167°E
伏爾加區（俄语：Волжский район），是俄羅斯的一個區，位於該國西南部，由薩馬拉州負責管轄，面積2,481平方公里，2010年該區人口83,377，人口密度每平方公里33.61人。